# Walter Kobi
Walter Kobi (geboren am 29. September 1912 in Pratteln; gestorben am 5. April 2000 in Muttenz) war ein Schweizer Gewerkschafter und Politiker (PdA).

## Leben

### Herkunft, Familie und berufliche Anfänge
Kobi wuchs in Pratteln auf dem Areal der Rheinsalinen auf und besuchte auch die Schulen in Pratteln. Er stammte aus einer Arbeiterfamilie. Sein Vater war Salzsieder. Er starb früh, weshalb Kobi und sein ältester Bruder für die Familie sorgen mussten. Noch vor Erreichen des 15. Altersjahres wurde Kobi Hilfsarbeiter in der Säurefabrik Schweizerhall. In der Wirtschaftskrise der 1930er-Jahre war er wiederholt arbeitslos. Er arbeitete hin und wieder als Maurer – ein Beruf, den er gerne erlernt hätte, was ihm aber verwehrt blieb. Von 1937 bis 1941 war er Vulkaniseur bei Firestone in Pratteln. Die Stelle wurde ihm gekündigt, während er Aktivdienst leistete. Der Grund dafür war eine Gummiblockade der USA, wodurch das Firestonewerk die Arbeit einstellen musste. Er fand Arbeit bei den Fluor-Werken in Schweizerhalle, da kriegsbedingt kein Kryolith mehr aus Grönland importiert werden konnte und infolgedessen künstlich produziert werden musste. Als diese Produktion nach dem Zweiten Weltkrieg wieder heruntergefahren wurde, trat Kobi als Schichtarbeiter in die Ciba ein.
Kobi war ab 1939 mit Rosa Tschudin verheiratet. Er hatte zwei Söhne.

### Gewerkschaftliches Engagement
Kobi war seit 1941 Mitglied des Schweizerischen Textil- und Fabrikarbeiterverbands (STFV, ab 1964 Gewerkschaft Textil Chemie Papier [GTCP]). 1943 nahm er am erfolgreichen Streik in den Fluor-Werken AG in Schweizerhalle teil. Bereits kurz nach seinem Eintritt in die Ciba wurde er 1946 Vertrauensmann. 1951 wurde er in die Arbeiterkommission der Ciba gewählt. 1953 vertrat er deren Präsident für ein Jahr. Nachdem der Amtsinhaber während des Ungarnaufstands 1956 alle gewerkschaftlichen Ämter niederlegte und aus der Partei der Arbeit (PdA) austrat, wurde er zu dessen Nachfolger gewählt. Er blieb bis zu seiner Pensionierung 1975 Präsident der Arbeiterkommission der Ciba respektive ab 1970 der Ciba-Geigy, ab 1960 im Vollamt. Von 1957 bis 1975 war er Präsident der Branche Chemie der GTCP und Mitglied des Zentralvorstandes. Er war Mitglied des Sektionsvorstands und Vizepräsident der Geschäftsleitung der Sektion Basel der GTCP. Nach seiner Pensionierung 1975 wurde er Präsident der Pensioniertenvereinigung der GTCP.
Kobi war an der Entwicklung und Erweiterung des Gesamtarbeitsvertrags Chemie beteiligt. Zudem trug er zur Durchsetzung und zum Aufbau des innerhalb der Arbeiterschaft umstrittenen Leistungslohnsystems bei.

### Politische Aktivitäten
Kobi war an der Gründung der PdA Basel-Landschaft beteiligt. Er präsidierte die Baselbieter PdA-Sektion während zwölf Jahren, die Ortspartei Muttenz während neun Jahren. 1947 wurde er in den Landrat gewählt. Er blieb sechs Jahre dessen Mitglied. 1954 reiste er als Mitglied des Zentralkomitees Schweiz-Sowjetunion nach Moskau. Nach der Rückkehr hielt er Vorträge und verfasste er eine Broschüre. Wegen seiner politischen Haltung wurden er und seine Familie in der antikommunistisch aufgeheizten Stimmung nach dem Ungarnaufstand 1956 an ihrem Wohnort Muttenz beschimpft und bedroht. Kobi stand dem moskautreuen Kurs der Parteileitung kritisch gegenüber. Nach dem Ungarnaufstand trat er aus der Partei aus.